# Bonnefond
Pour les articles homonymes, voir Bonnefond (homonymie).
Bonnefond (Bona Font en occitan) est une commune française du département de la Corrèze, en région Nouvelle-Aquitaine.

## Géographie

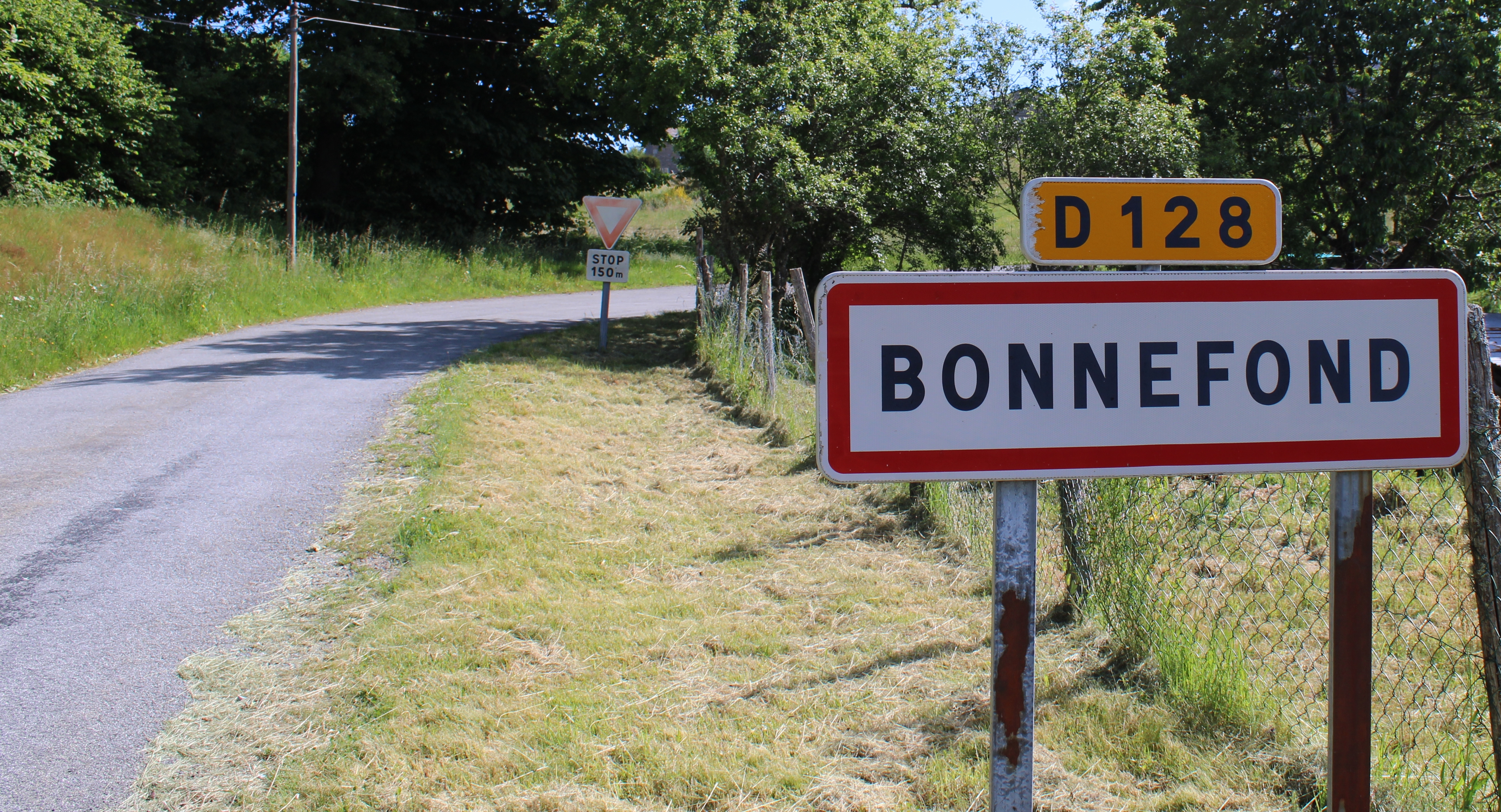
Entrée du village.

### Communes limitrophes
Les communes limitrophes sont  Ambrugeat, Bugeat, Davignac, Gourdon-Murat, Grandsaigne, Pradines, Péret-Bel-Air, Pérols-sur-Vézère et Saint-Yrieix-le-Déjalat.

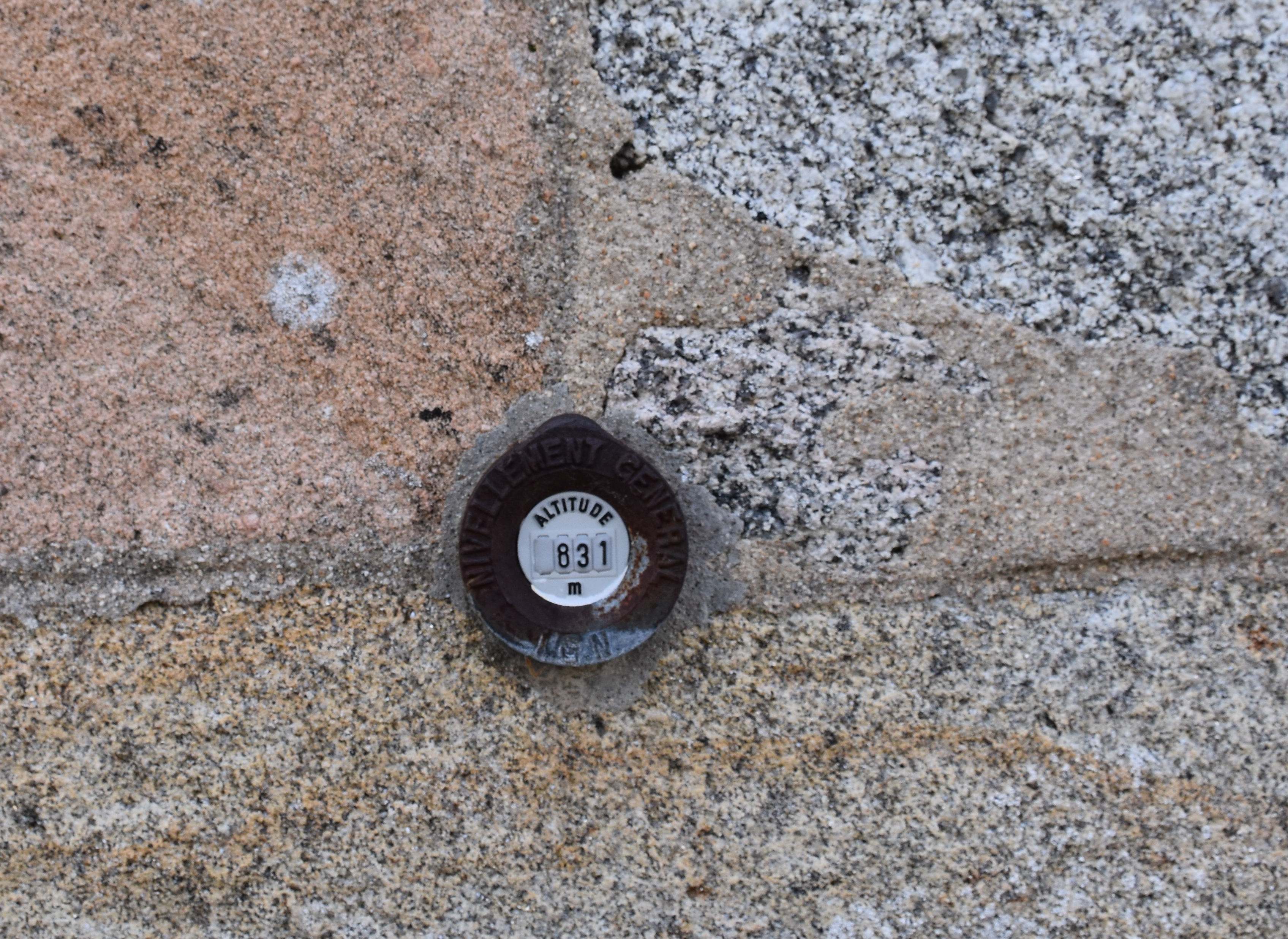
Borne de nivellement sur l'église - Altitude 831 m.

Commune du Massif central située sur le plateau de Millevaches dans le parc naturel régional de Millevaches en Limousin.
Au sommet de la commune, se trouve Chadebec, haut lieu du ski de fond dans le département. La commune est arrosée au nord-ouest par la Corrèze et le ruisseau d'Orluc, au sud-est par la Dadalouze et par la Corrèze de Pradines qui y prend sa source.

### Climat
Pour des articles plus généraux, voir Climat de la Nouvelle-Aquitaine et Climat de la Corrèze.
Historiquement, la commune est exposée à un climat montagnard.  
En 2020, Météo-France publie une typologie des climats de la France métropolitaine dans laquelle la commune est exposée à un climat de montagne et est dans la région climatique  Ouest et nord-ouest du Massif Central, caractérisée par une pluviométrie annuelle de 900 à 1 500 mm, maximale en automne et en hiver.
Pour la période 1971-2000, la température annuelle moyenne est de 8,5 °C, avec  une amplitude thermique annuelle de 14,2 °C. Le cumul annuel moyen de précipitations est de 1 441 mm, avec 14,7 jours de précipitations en janvier et 8,9 jours en juillet. Pour la période 1991-2020, la température moyenne annuelle observée sur la station météorologique la plus proche, située sur la commune d'Égletons à 15 km à vol d'oiseau, est de 10,6 °C et le cumul annuel moyen de précipitations est de 1 428,5 mm,. Pour l'avenir, les paramètres climatiques de la commune estimés pour 2050 selon différents scénarios d’émission de gaz à effet de serre sont consultables sur un site dédié publié par Météo-France en novembre 2022.

## Urbanisme

### Typologie
Au 1er janvier 2024, Bonnefond est catégorisée commune rurale à habitat très dispersé, selon la nouvelle grille communale de densité à 7 niveaux définie par l'Insee en 2022.
Elle est située hors unité urbaine. Par ailleurs la commune fait partie de l'aire d'attraction d'Ussel, dont elle est une commune de la couronne,. Cette aire, qui regroupe 38 communes, est catégorisée dans les aires de moins de 50 000 habitants,.

### Occupation des sols
L'occupation des sols de la commune, telle qu'elle ressort de la base de données européenne d’occupation biophysique des sols Corine Land Cover (CLC), est marquée par l'importance des forêts et milieux semi-naturels (78,5 % en 2018), en diminution par rapport à 1990 (81,1 %). La répartition détaillée en 2018 est la suivante : 
forêts (63,7 %), prairies (16,2 %), milieux à végétation arbustive et/ou herbacée (14,8 %), zones humides intérieures (2,7 %), zones agricoles hétérogènes (2,6 %).
L'évolution de l’occupation des sols de la commune et de ses infrastructures peut être observée sur les différentes représentations cartographiques du territoire : la carte de Cassini (XVIIIe siècle), la carte d'état-major (1820-1866) et les cartes ou photos aériennes de l'IGN pour la période actuelle (1950 à aujourd'hui).

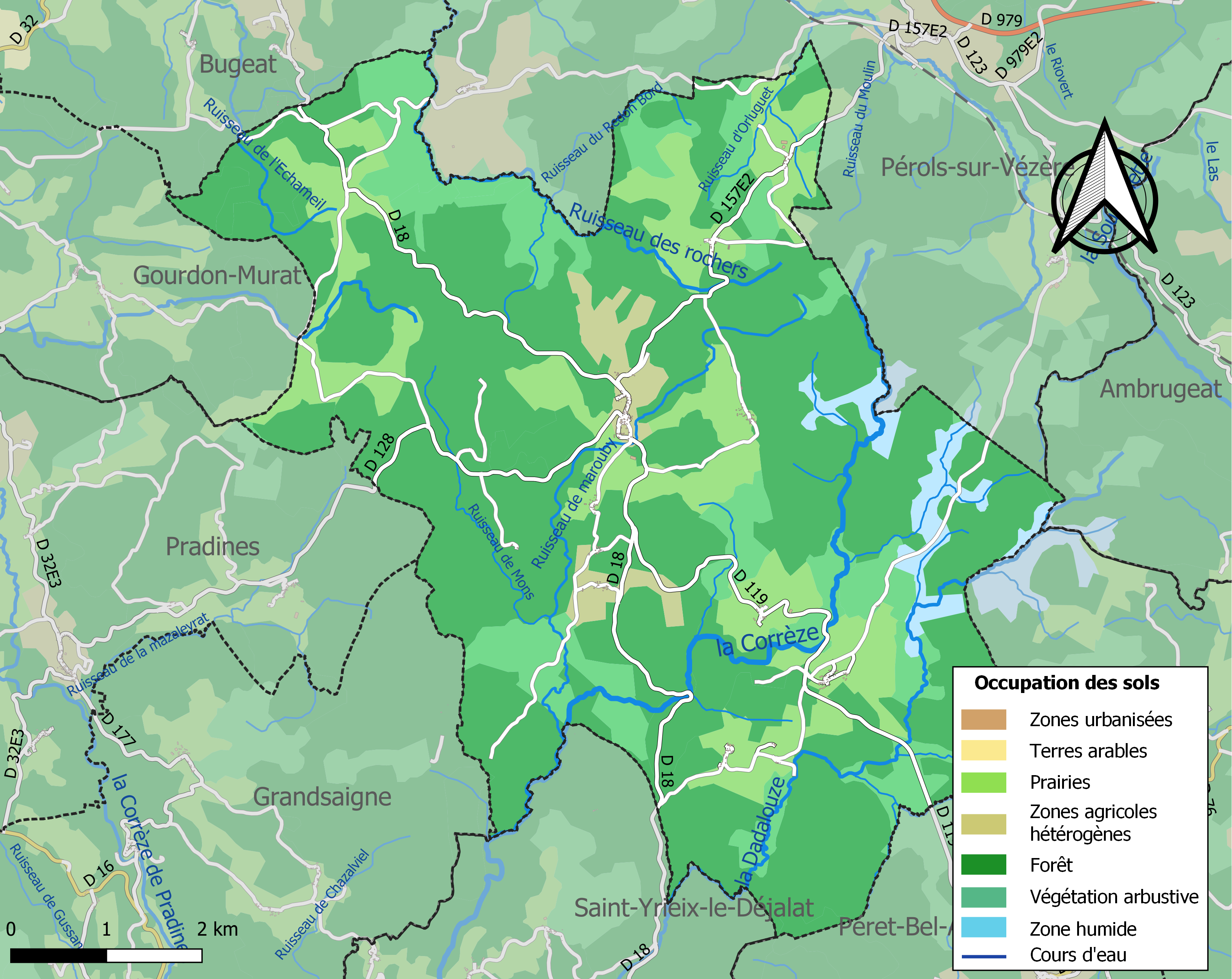
Carte des infrastructures et de l'occupation des sols de la commune en 2018 (CLC).

### Risques majeurs
Le territoire de la commune de Bonnefond est vulnérable à différents aléas naturels : météorologiques (tempête, orage, neige, grand froid, canicule ou sécheresse), feux de forêts et séisme (sismicité très faible). Il est également exposé à un risque particulier : le risque de radon. Un site publié par le BRGM permet d'évaluer simplement et rapidement les risques d'un bien localisé soit par son adresse soit par le numéro de sa parcelle.

#### Risques naturels

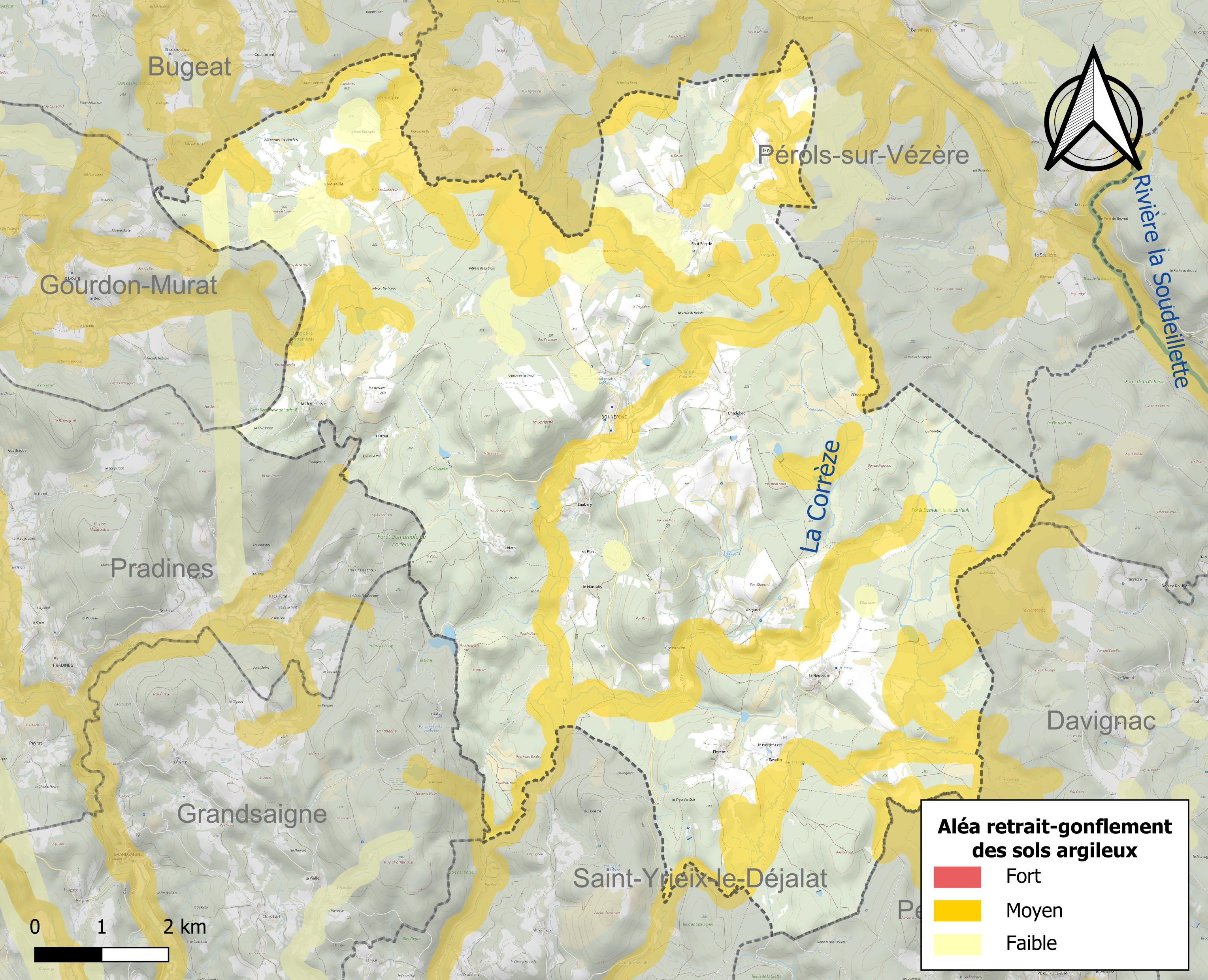
Carte des zones d'aléa retrait-gonflement des sols argileux de Bonnefond.

Le retrait-gonflement des sols argileux est susceptible d'engendrer des dommages importants aux bâtiments en cas d’alternance de périodes de sécheresse et de pluie. 27 % de la superficie communale est en aléa moyen ou fort (26,8 % au niveau départemental et 48,5 % au niveau national). Sur les 155 bâtiments dénombrés sur la commune en 2019,  37 sont en aléa moyen ou fort, soit 24 %, à comparer aux 36 % au niveau départemental et 54 % au niveau national. Une cartographie de l'exposition du territoire national au retrait gonflement des sols argileux est disponible sur le site du BRGM,.
Concernant les feux de forêt, aucun plan de prévention des risques incendie de forêt (PPRIF) n’a été établi en Corrèze, néanmoins le code de l’urbanisme impose la prise en compte des risques dans les documents d’urbanisme. Le périmètre des servitudes d'utilité publique et des zones d'obligation légale de débroussaillement pour les particuliers est quant à lui défini pour la commune dans une carte dédiée. 

#### Risque particulier
Dans plusieurs parties du territoire national, le radon, accumulé dans certains logements ou autres locaux, peut constituer une source significative d’exposition de la population aux rayonnements ionisants. Certaines communes du département sont concernées par le risque radon à un niveau plus ou moins élevé. Selon la classification de 2018, la commune de Bonnefond est classée en zone 3, à savoir zone à potentiel radon significatif. 

## Histoire

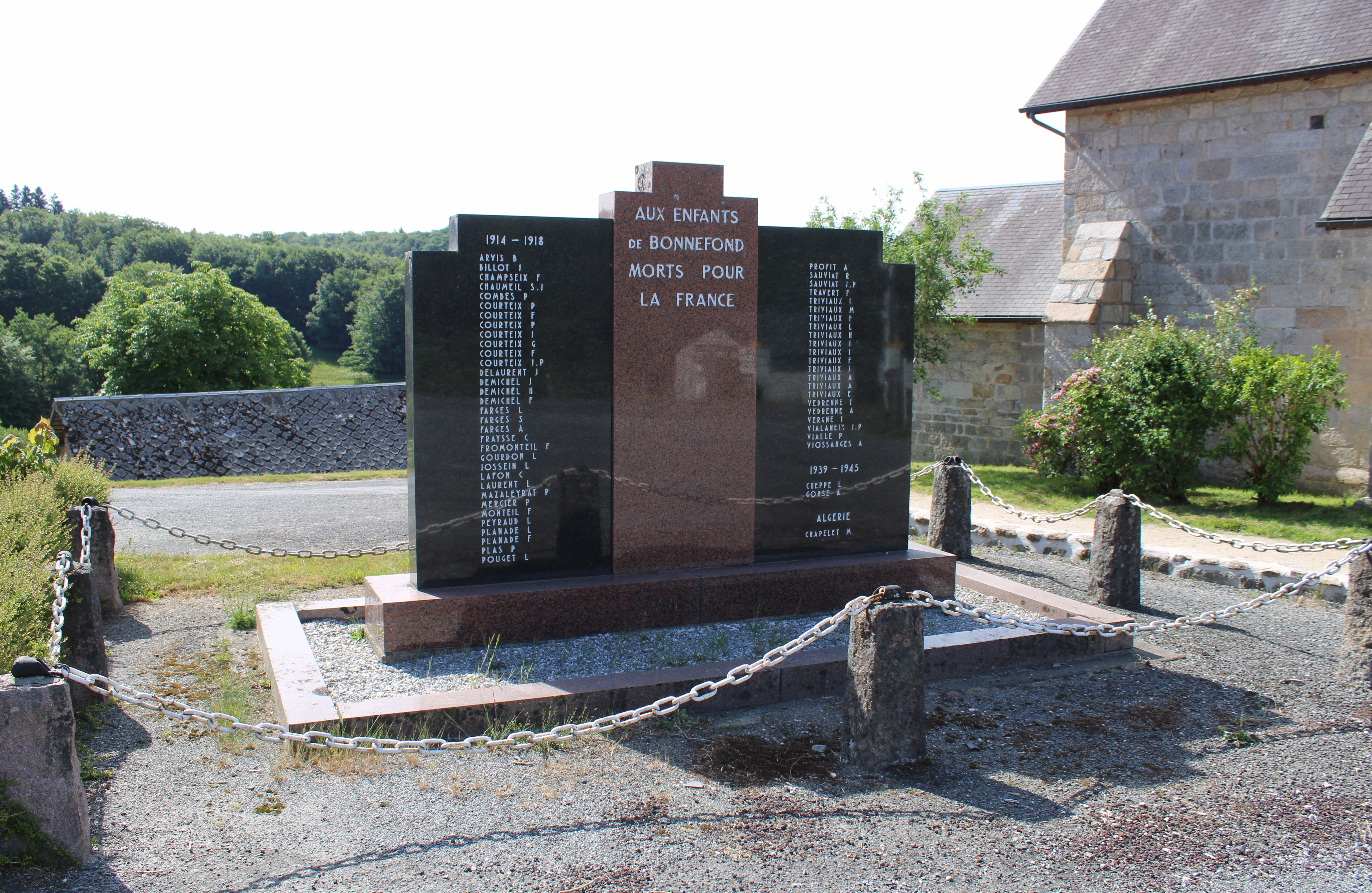
Le monument aux morts.

## Politique et administration
| Période        | Période      | Identité          | Étiquette | Qualité                         |
| -------------- | ------------ | ----------------- | --------- | ------------------------------- |
| mai 1953       | mars 2001    | Raymond Vergne    | PCF       |                                 |
| mars 2001      | mars 2014    | André Vitrac      | PCF       |                                 |
| mars 2014      | juillet 2021 | Jean-Luc Jouchoux | PCF       | Cadre Décédé en cours de mandat |
| septembre 2021 | En cours     | Sylvain Bernard   | SE        | Agriculteur                     |

## Démographie
| 1793 | 1800 | 1806 | 1821 | 1831 | 1836 | 1841 | 1846 | 1851 |
| ---- | ---- | ---- | ---- | ---- | ---- | ---- | ---- | ---- |
| 735  | 760  | 572  | 625  | 697  | 621  | 687  | 693  | 835  |

| 1856 | 1861 | 1866 | 1872 | 1876 | 1881 | 1886 | 1891 | 1896 |
| ---- | ---- | ---- | ---- | ---- | ---- | ---- | ---- | ---- |
| 810  | 868  | 811  | 836  | 852  | 875  | 863  | 925  | 897  |

| 1901 | 1906 | 1911 | 1921 | 1926 | 1931 | 1936 | 1946 | 1954 |
| ---- | ---- | ---- | ---- | ---- | ---- | ---- | ---- | ---- |
| 864  | 823  | 745  | 635  | 583  | 503  | 523  | 470  | 325  |

| 1962 | 1968 | 1975 | 1982 | 1990 | 1999 | 2004 | 2006 | 2009 |
| ---- | ---- | ---- | ---- | ---- | ---- | ---- | ---- | ---- |
| 260  | 214  | 163  | 149  | 136  | 127  | 134  | 137  | 117  |

| 2014 | 2019 | 2022 | - | - | - | - | - | - |
| ---- | ---- | ---- | - | - | - | - | - | - |
| 112  | 115  | 114  | - | - | - | - | - | - |

## Lieux et monuments

### Voies et lieux-dits
| 27 odonymes recensés à Bonnefond au 4 mai 2014 | 27 odonymes recensés à Bonnefond au 4 mai 2014 | 27 odonymes recensés à Bonnefond au 4 mai 2014 | 27 odonymes recensés à Bonnefond au 4 mai 2014 | 27 odonymes recensés à Bonnefond au 4 mai 2014 | 27 odonymes recensés à Bonnefond au 4 mai 2014 | 27 odonymes recensés à Bonnefond au 4 mai 2014 | 27 odonymes recensés à Bonnefond au 4 mai 2014 | 27 odonymes recensés à Bonnefond au 4 mai 2014 | 27 odonymes recensés à Bonnefond au 4 mai 2014 | 27 odonymes recensés à Bonnefond au 4 mai 2014 | 27 odonymes recensés à Bonnefond au 4 mai 2014 | 27 odonymes recensés à Bonnefond au 4 mai 2014 | 27 odonymes recensés à Bonnefond au 4 mai 2014 | 27 odonymes recensés à Bonnefond au 4 mai 2014 | 27 odonymes recensés à Bonnefond au 4 mai 2014 |
| Allée                                          | Avenue                                         | Bld                                            | Carrefour                                      | Chemin                                         | Cité                                           | Clos                                           | Impasse                                        | Passage                                        | Place                                          | Pont                                           | Route                                          | Rue                                            | Ruelle                                         | Autres                                         | Total                                          |
| ---------------------------------------------- | ---------------------------------------------- | ---------------------------------------------- | ---------------------------------------------- | ---------------------------------------------- | ---------------------------------------------- | ---------------------------------------------- | ---------------------------------------------- | ---------------------------------------------- | ---------------------------------------------- | ---------------------------------------------- | ---------------------------------------------- | ---------------------------------------------- | ---------------------------------------------- | ---------------------------------------------- | ---------------------------------------------- |
| 0                                              | 0                                              | 0                                              | 0                                              | 0                                              | 0                                              | 0                                              | 1                                              | 0                                              | 1                                              | 1                                              | 1                                              | 4                                              | 0                                              | 19                                             | 27                                             |
| Notes « N »                                    | Notes « N »                                    | 1. 2. 3. 4. 5. 6.                              | 1. 2. 3. 4. 5. 6.                              | 1. 2. 3. 4. 5. 6.                              | 1. 2. 3. 4. 5. 6.                              | 1. 2. 3. 4. 5. 6.                              | 1. 2. 3. 4. 5. 6.                              | 1. 2. 3. 4. 5. 6.                              | 1. 2. 3. 4. 5. 6.                              | 1. 2. 3. 4. 5. 6.                              | 1. 2. 3. 4. 5. 6.                              | 1. 2. 3. 4. 5. 6.                              | 1. 2. 3. 4. 5. 6.                              | 1. 2. 3. 4. 5. 6.                              | 1. 2. 3. 4. 5. 6.                              |
| Sources : rue-ville.info & OpenStreetMap       |                                                |                                                |                                                |                                                |                                                |                                                |                                                |                                                |                                                |                                                |                                                |                                                |                                                |                                                |                                                |

### Édifices et sites
- Au bourg :

- L'église abrite une piéta du XVe siècle classée monument historique en 1970. Deux autres statues en bois polychrome récemment restaurées représentent saint Roch et saint Médard, patrons de la paroisse. Elle est inscrite à l'Inventaire général du patrimoine culturel[23].
  - Église Notre-Dame de Bonnefond. Elle est inscrite à l'Inventaire général du patrimoine culturel[24].
  - à proximité de l’église, se trouvent une croix monumentale du XVIe siècle, le menhir du bourg et le tilleul de Sully.
- À Chadebec : 
  - menhir du Pilard, moulin et sa digue cistercienne à gradin unique en limousin, puits à balancier.
  - moulin à eau de Chadebec : il faisait partie au XIIe siècle d'une grange cistercienne dépendant de l'abbaye d'Aubazine. L’intérêt historique de ce moulin réside d'abord dans l'existence d'un étang et d'une digue, seul ensemble de réalisation cistercienne de ce type qui subsiste en Limousin. Il a été restauré de 2004 à 2009[25].

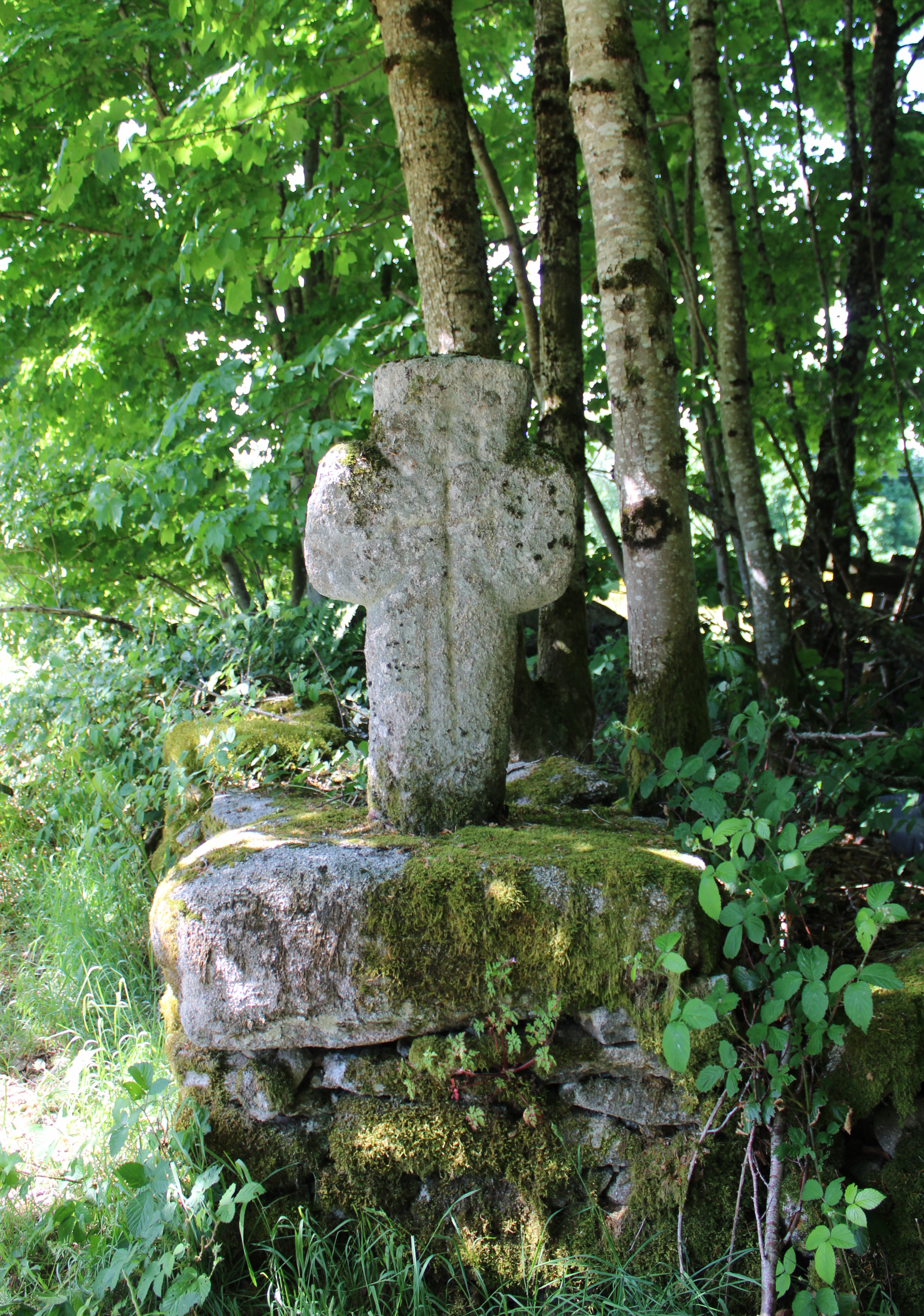
La croix médiévale marque le début du sentier emprunté par les moines pour se rendre aux offices à Bonnefond.
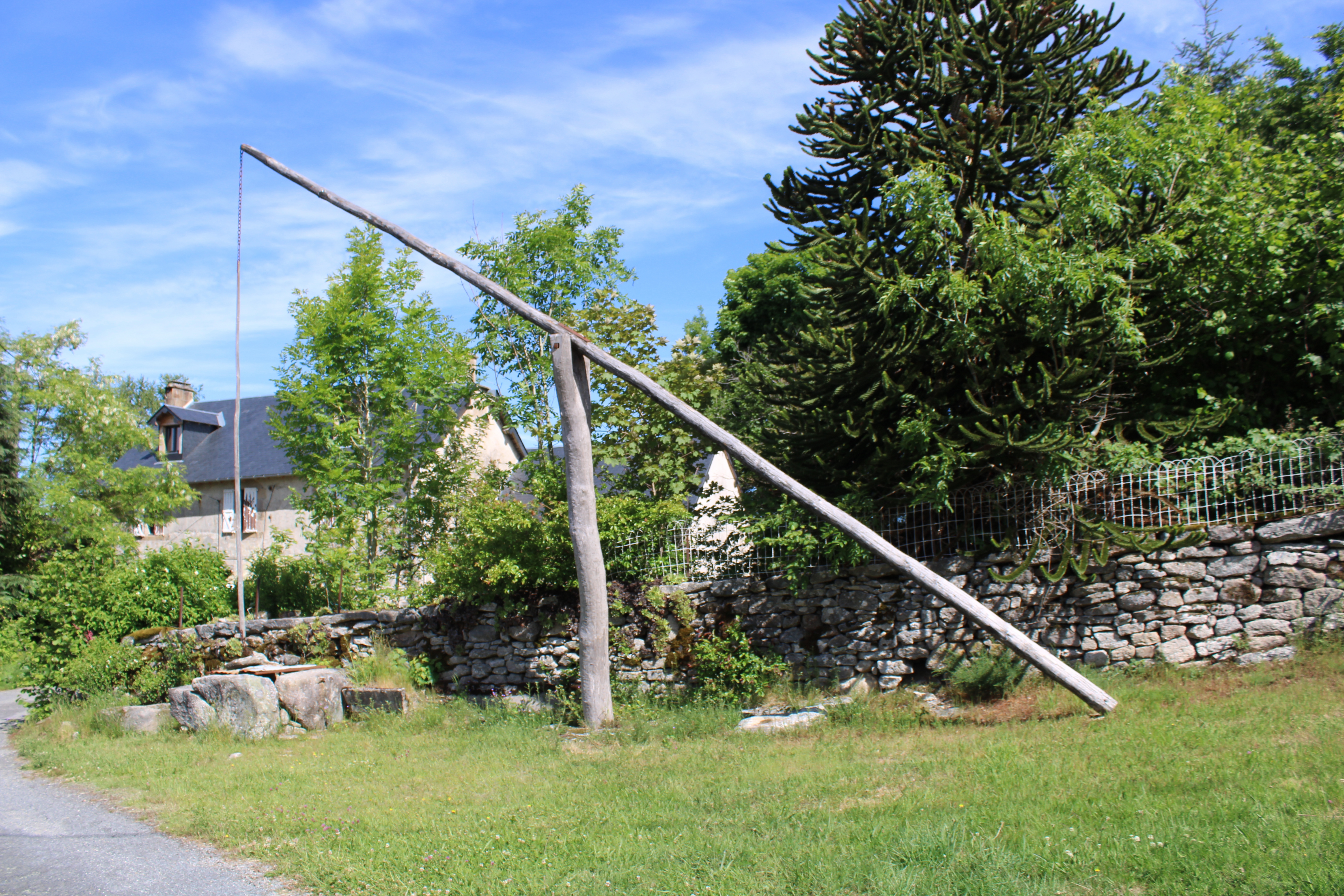
Puits à balancier de Chadebec.
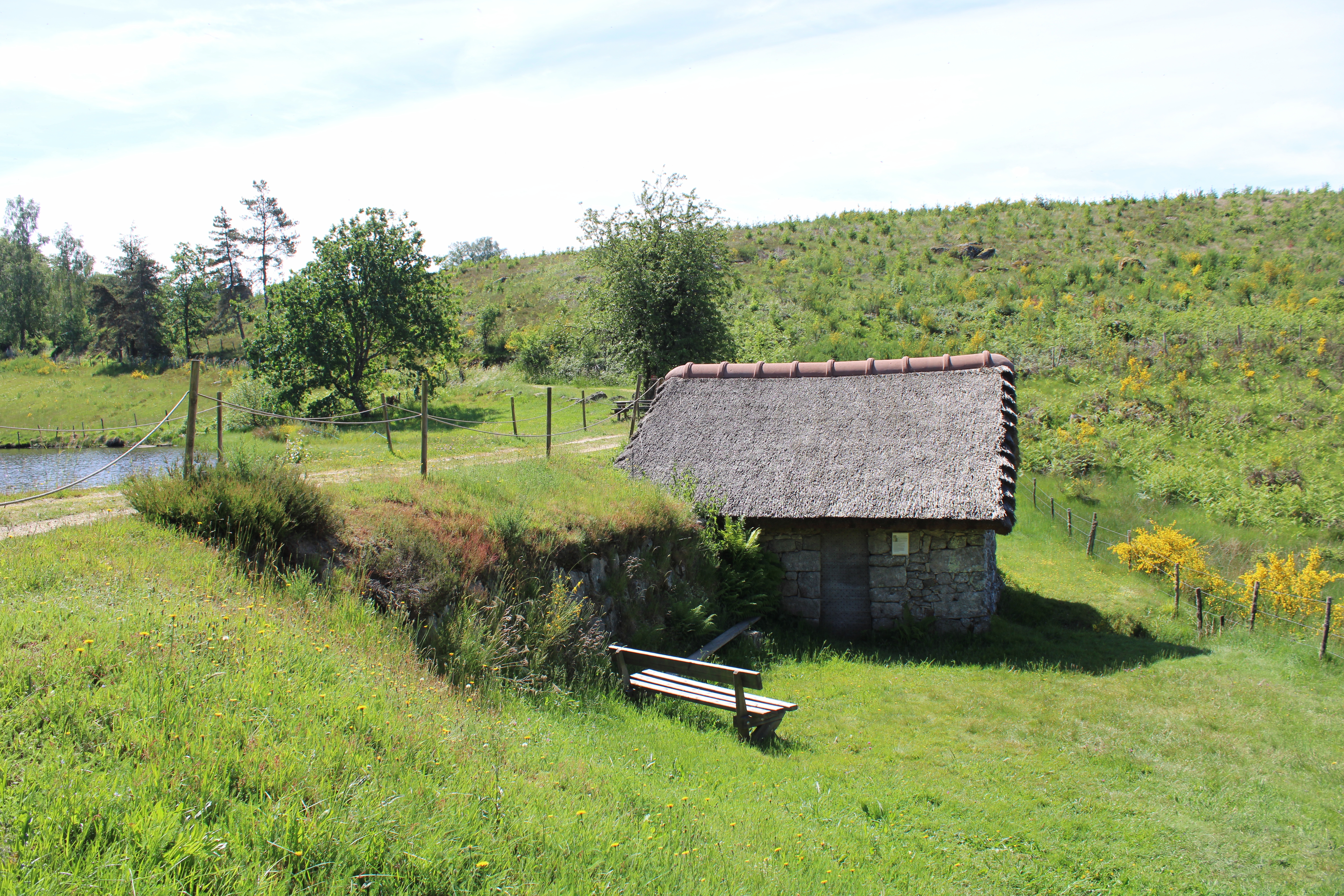
Le moulin de Chadebec du XIIe siècle.
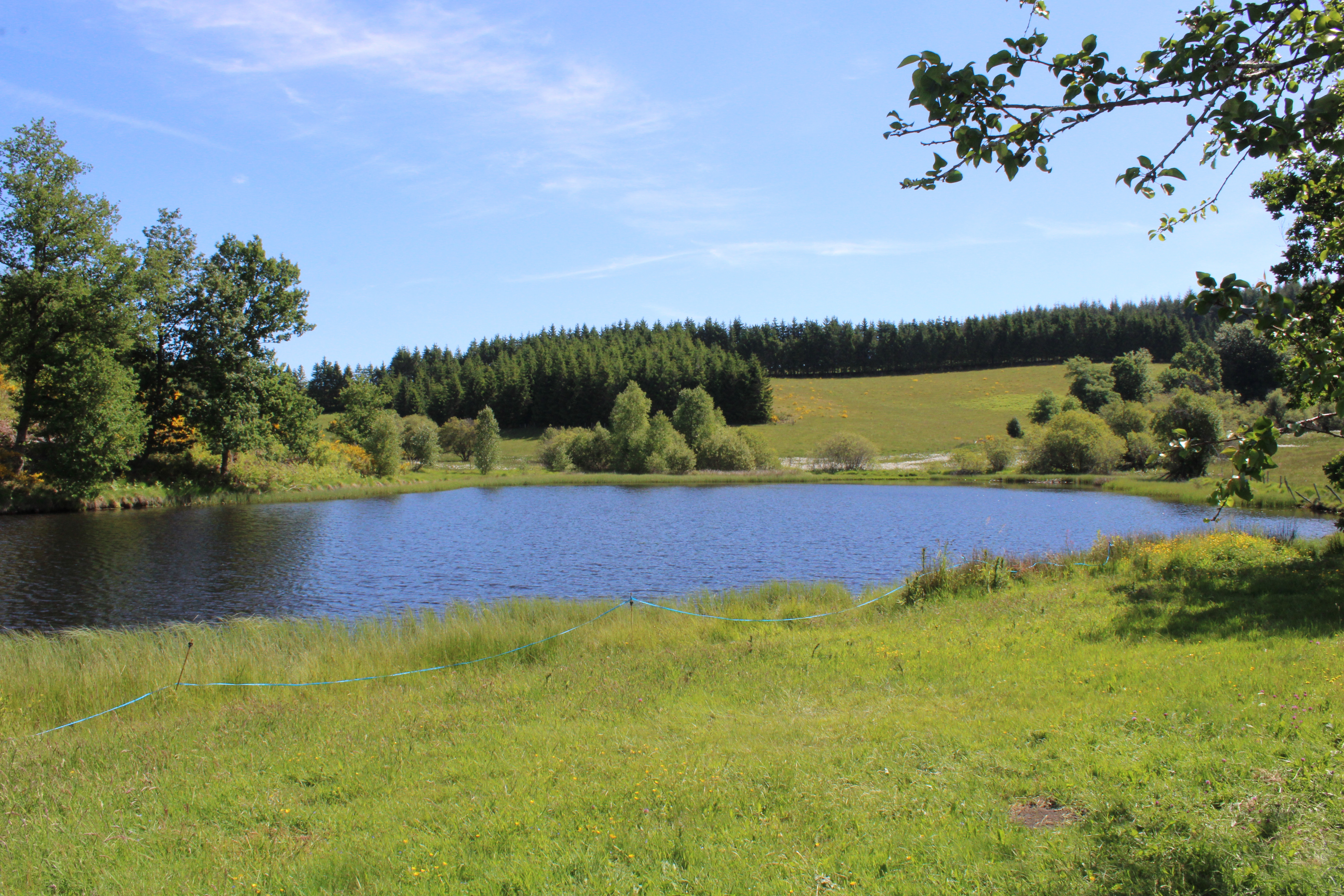
L'étang, retenue d'eau du moulin.

- Station de ski de fond de Bonnefond
- À Florentin : 
  - ruines du prieuré et pont remarquable sur la Dadalouze (« pont beau »).
- À La Naucodie :
  - une croix montre un christ en croix, jambes croisées.
- À La Nouaille :
  - une croix est composée de deux éléments, un socle daté de 1650 et une petite croix, symbole de l'Ordre du Christ, qui date probablement du Moyen Âge.
- À Anglard :
  - un pont remarquable (« le pont de l'eau ») et les ruines d'un manoir dont il reste une cave voûtée et de beaux linteaux.
- Dans les bois, 
  - plusieurs tumulus ont été découverts sur des chemins de long parcours.
- Dans le cimetière communal se trouve une très belle croix fleurdelisée.
- À proximité
  - Le village abandonné de Clédat.

### Héraldique
| Blason de Bonnefond | Blason  | D'or au chevron de gueules, accompagné de trois branches de romarin de sinople. |
| Blason de Bonnefond | Détails | Le statut officiel du blason reste à déterminer.                                |

### Galerie

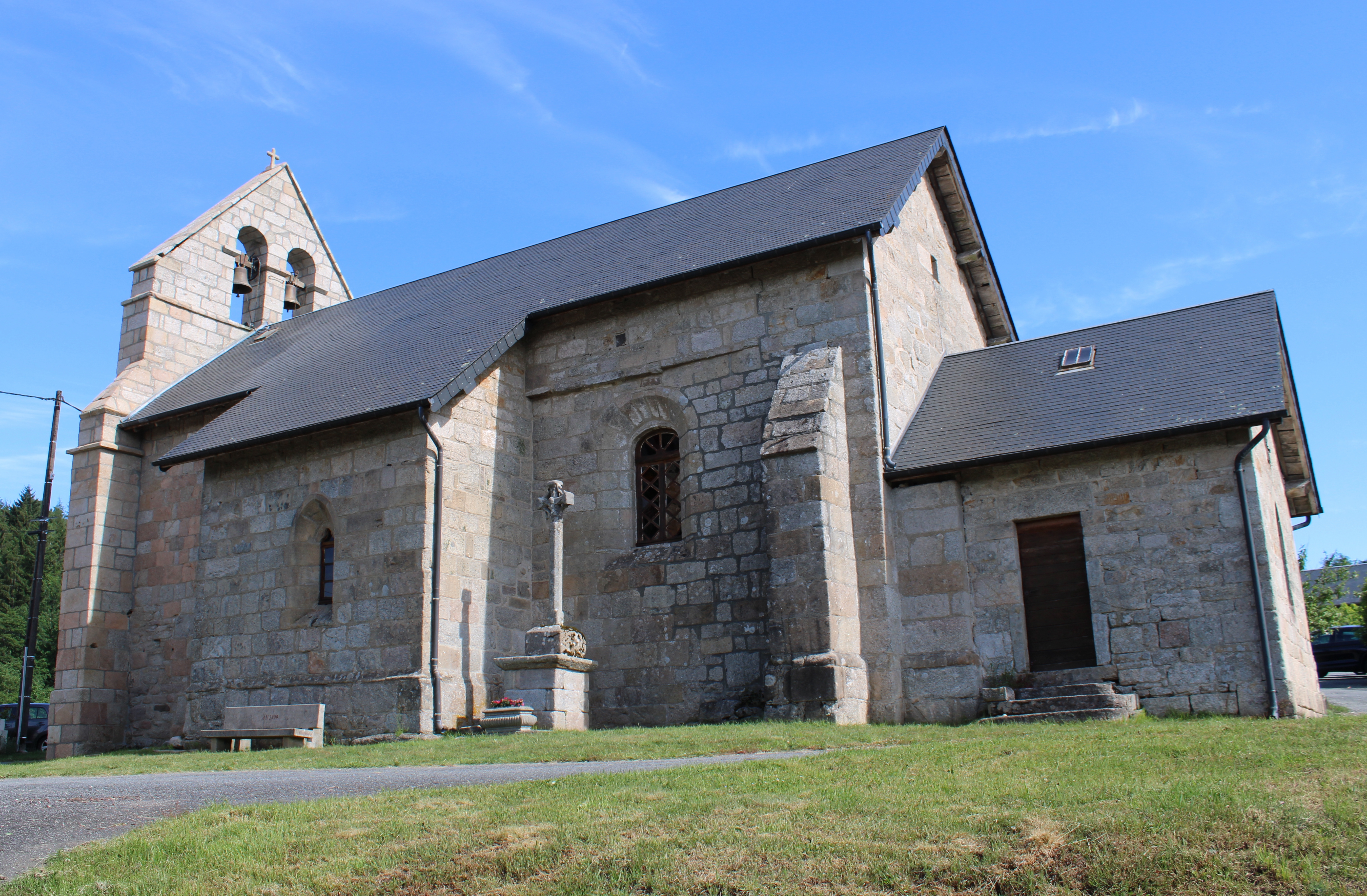
Église Saint-Médard.
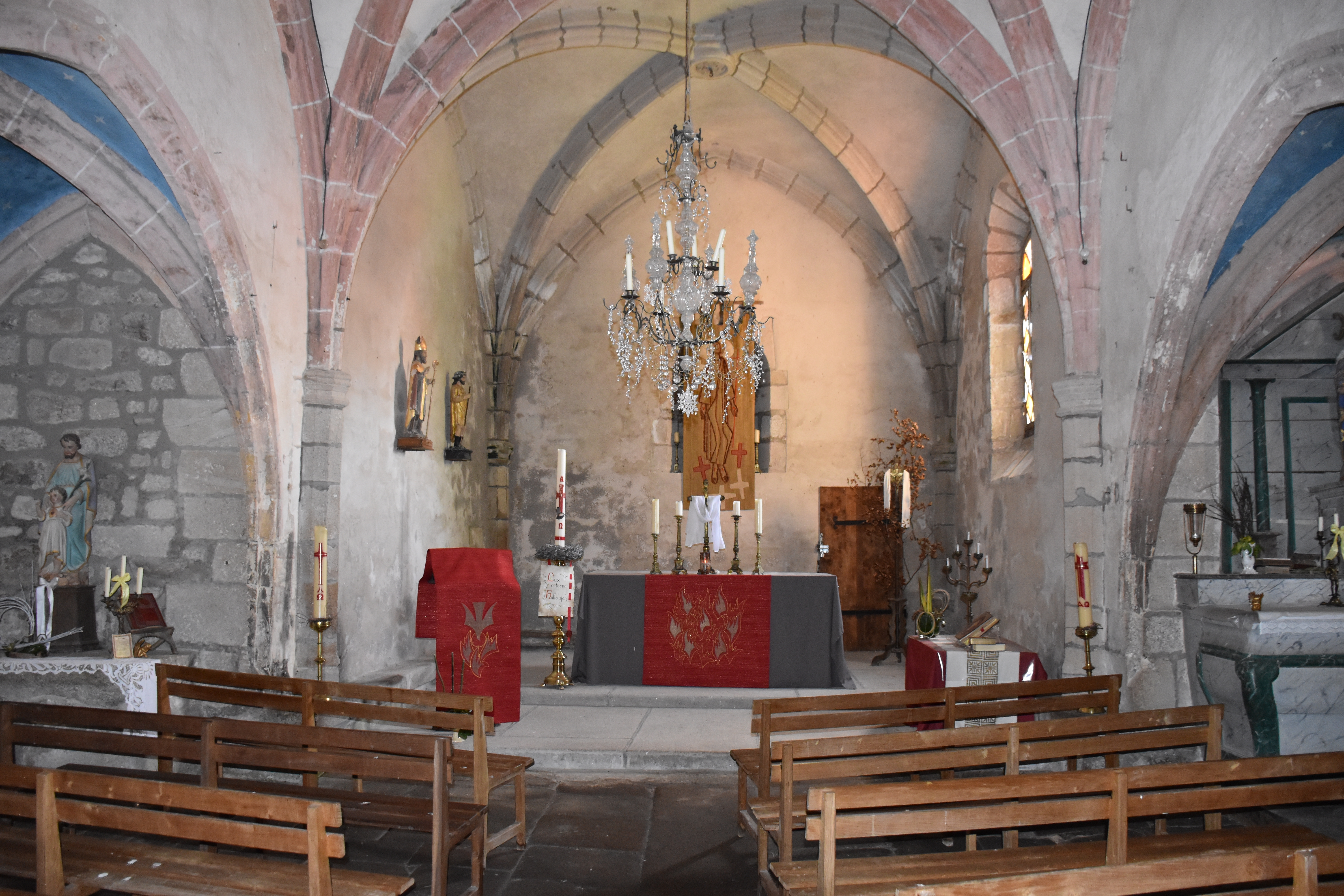
Intérieur de l'église.
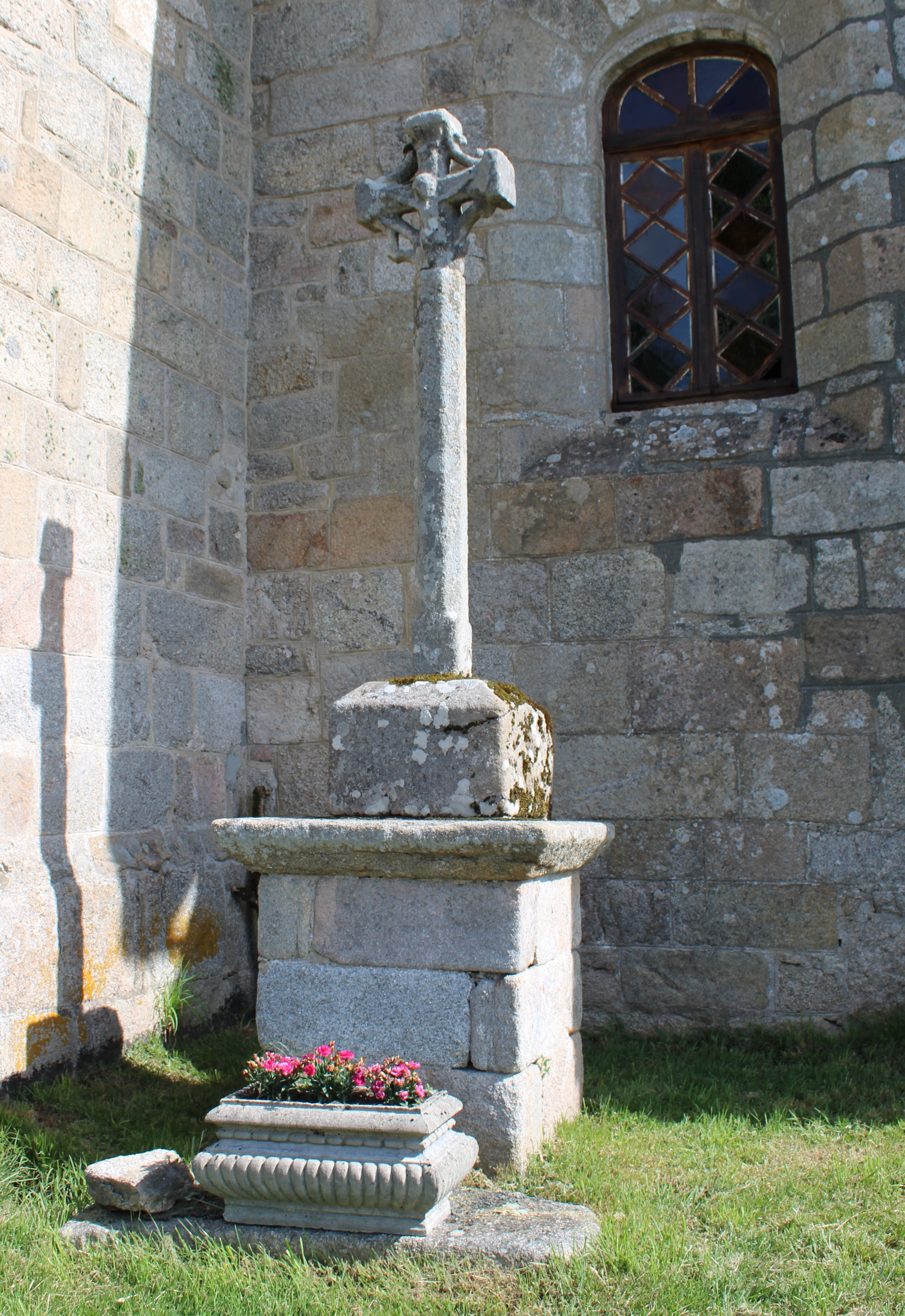
La croix monumentale du XVIe siècle près de l'église.
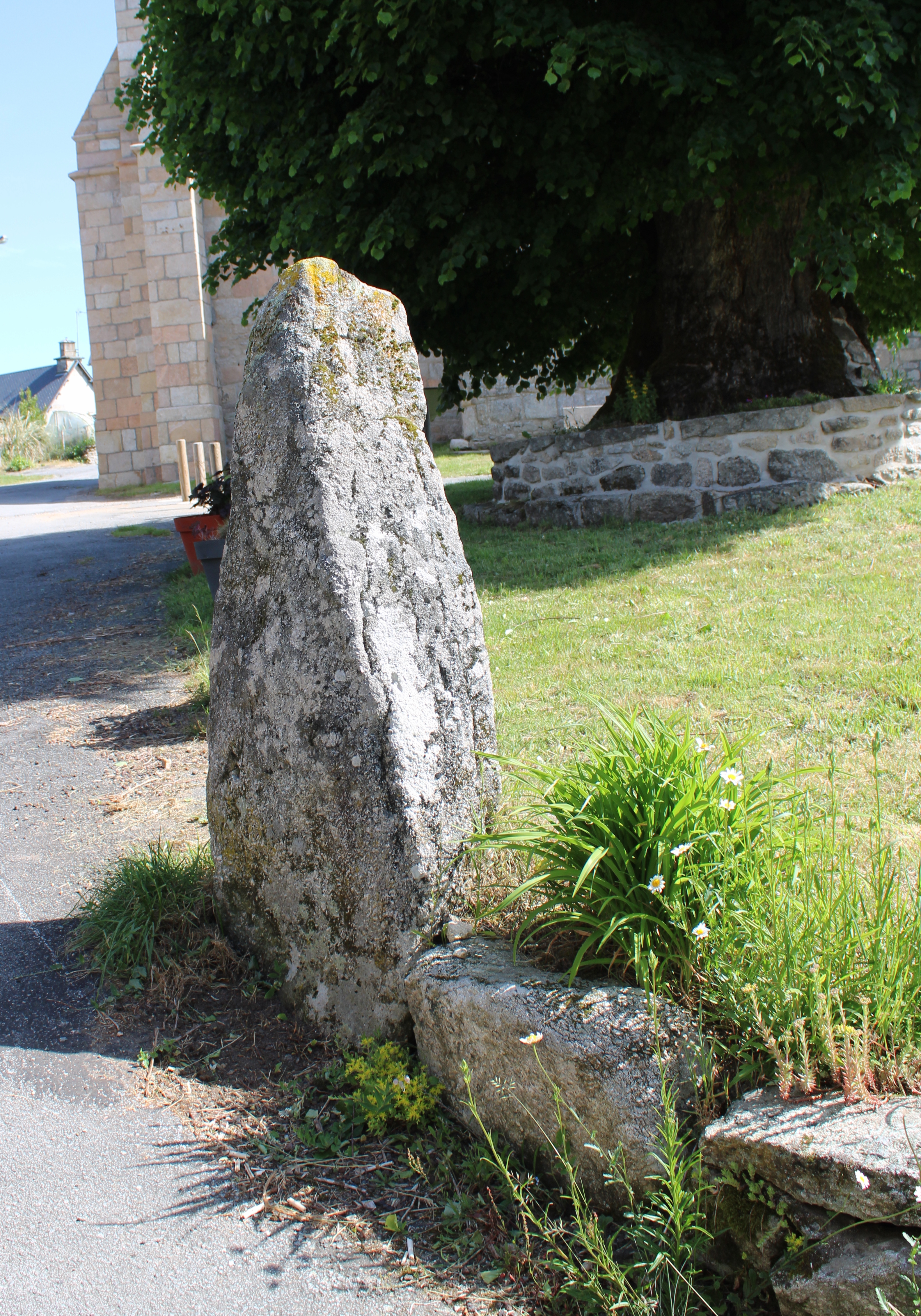
Le menhir.
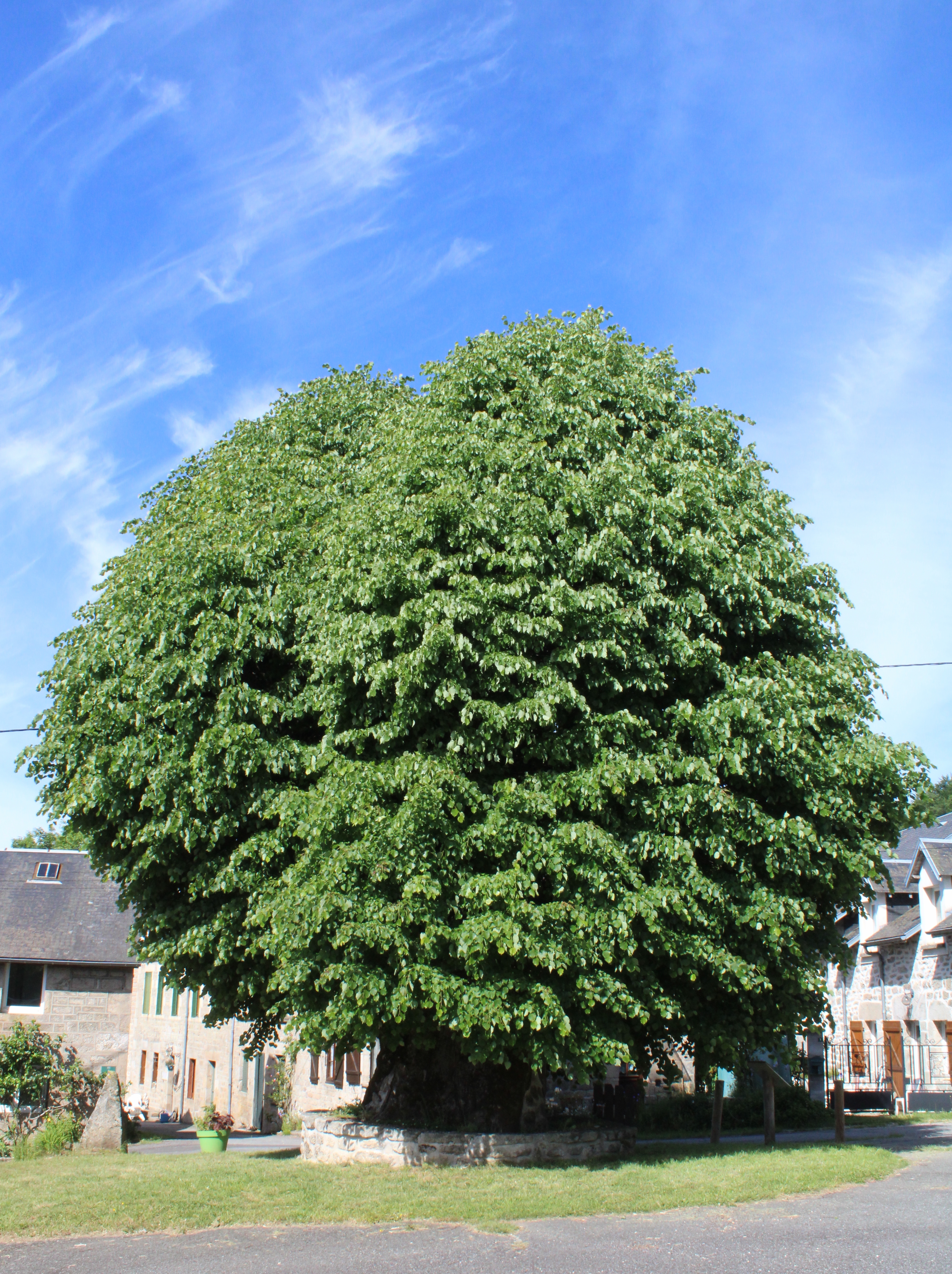
Le tilleul de Sully âgé de 400 ans.
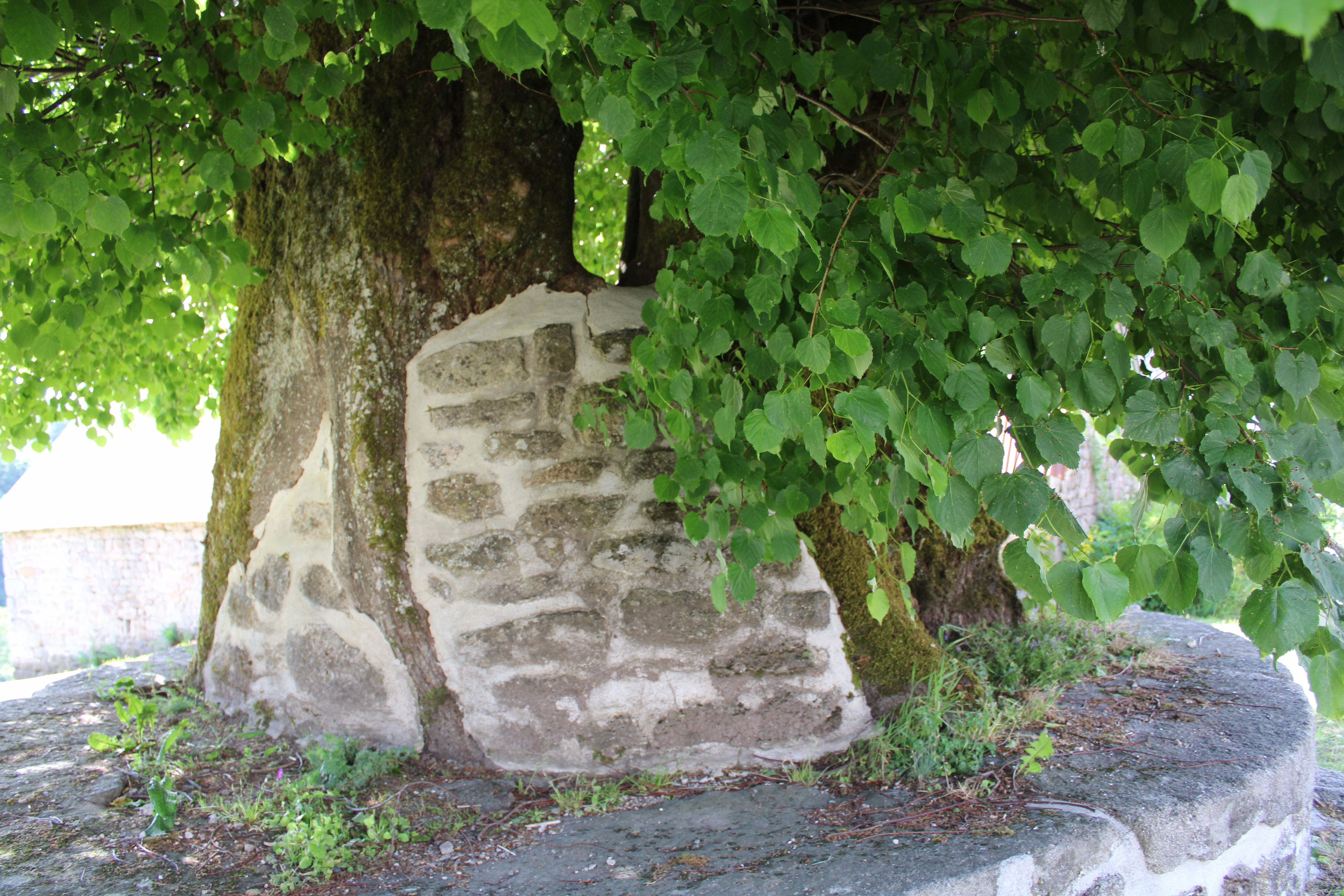
En 2016, le tilleul a fait l'objet de travaux de consolidation de la base du tronc.